# Jonathan Álvarez Díaz
Jonathan Álvarez Díaz (ur. 11 lutego 1995) – hiszpański zapaśnik walczący w stylu wolnym. Zajął osiemnaste miejsce na mistrzostwach Europy w 2019. Zajął 22. miejsce w indywidualnym Pucharze Świata w 2020. Mistrz śródziemnomorski w 2016 i drugi w 2015 roku.